# Львівський комунальний заклад Клуб ігрових видів спорту
«Клуб ігрових видів спорту» — комунальний заклад спортивного спрямування — структурний підрозділ управління молоді та спорту Львівської міської ради. Основними завданнями Клубу ігрових видів спорту є:
- здійснення фізкультурно-оздоровчої та виховної роботи серед дітей та молоді, забезпечення оптимальної рухової активності, пропаганда та популяризація фізичної культури, спорту та здорового способу життя, формування гуманістичних цінностей і патріотичних почуттів;
- масове залучення до дитячо-юнацького та резервного спорту обдарованих осіб, створення умов для максимальної реалізації їхніх здібностей у спорті вищих досягнень, підготовка висококваліфікованих спортсменів, забезпечення успішного виступу спортсменів ЛКЗ «КІВС» на всеукраїнських та міжнародних змаганнях;
- сприяння розвитку і зміцненню зв’язків з міжнародними та іншими спортивними організаціями.

Клуб розвиває шість видів спорту: баскетбол, волейбол, водне поло, гандбол, регбі та футзал.

## Історія

### 2018
7 грудня 2017 року на 11-й сесії Львівської міської ради ухвалили створити Львівський комунальний заклад «Клуб ігрових видів спорту», який буде підпорядковуватись управлінню молоді та спорту департаменту гуманітарної політики Львівської міської ради. Розпочав свою роботу клуб у вересні 2018 року. Станом на кінець грудня 2018 року в клубі працювало 23 тренери та тренувалось 663 спортсмени.

### 2019
У 2019 році, спортсмени клубу взяли участь більше ніж у 120 спортивних заходах, було проведено 5 навчально тренувальних зборів. Основні здобутки вихованців «КІВС» за 2019 рік:
Баскетбол:
- «КІВС-СБК Львів» — 2 місце чемпіонату України зі стрітболу 3х3 серед жіночих команд, 4 місце чемпіонату України з баскетболу (Суперліга) сезону 2018/2019 серед жіночих команд;
- міжнародний жіночий турнір «GJS 2019» (м. Бардейов, Словаччина) — 1 місце;
- турнір серед дівчат 2007 р.н. (м. Соснівка, Львівська обл) — 2 місце;
- міжнародний турнір з баскетболу серед дівчат 2004—2008 років народження «Баскетбольні таланти» (м. Івано-Франківськ) — 3 місце;
- чемпіонат України серед команд юнаків та дівчат 2008 року народження — 3 місце.

Водне поло:
- міжнародний турнір HaBaWaBa серед юнаків 2006 року народження (м.Брест, Білорусь) — 1 місце;
- першість Брестського обласного центру олімпійського резерву з водних видів спорту пам'яті тренера Р. А. Босака серед юнаків 2006—2007 років народження — 1 місце;
- міжнародний турнір серед юнаків 2005 року народження в м. Каунас, Литва — 1 місце;
- міжнародний турнір «Pohar Starotsky Mesta Chropyne» серед юнаків 2006 року народження в Чехії — 1 місце;
- міжнародний турнір «Осінні канікули» (м. Дніпро) — 2 місце;
- чемпіонат Львівської області з водного поло серед юнаків 2005 року народження — 2 місце.

Гандбол:
- міжнародний турнір «Кубок Полісся» серед жіночих команд — 1 місце;
- першість Львівської області серед команд ДЮСШ — 1 місце;
- всеукраїнський турнір Яворівського ДЮСШ серед дівчат 2007—2008 років народження — 1 місце;
- «Кубок Миколая» серед дівчат 2008—2009 років народження — 2 місце;
- першість Львівської області серед дівчат 2007—2008 років народження — 3 місце;
- всеукраїнський турнір пам'яті В. І. Батури — 3 місце;
- всеукраїнський турнір «Золота осінь» серед дівчат 2008—2009 років народження — 3 місце.

Регбі:
- чемпіонат України з регбіліг серед чоловічих команд (Суперліга) — 2 місце;
- Кубок України з регбіліг серед чоловічих команд — 2 місце;
- чемпіонат України з регбі-7 серед жіночих команд (Вища ліга) — 3 місце;
- Кубок України з пляжного регбі серед жіночих команд — 3 місце.

Футзал:
- чемпіонат України U-17 — 1 місце;
- Кубок України U-17 — 1 місце;
- Кубок України U-15 — 1 місце;
- міжнародний турнір «Futsal Friends Cup» — 1 місце;
- турнір «Зорі Карпат» серед юнаків 2010—2011 років народження — 1 місце;
- дитячий турнір «Lubart cup» (U-15) — 1 місце;
- чемпіонат Львівської області U-15 — 2 місце;
- чемпіонат Львівської області U-10  — 3 місце;
- турнір «Зорі Карпат» серед юнаків 2008—2009 років народження — 3 місце;
- чемпіонат Львівщини U-10 — 3 місце.